# 趙明河
趙明河（韩语：／ Cho Myeongha，1905年4月8日—1928年10月10日），生於朝鲜黄海道（今朝鮮民主主義人民共和國黄海南道）松禾郡下里面，朝鮮獨立運動家。1928年，於台中市民權路與自由路口行刺久邇宮邦彥王親王被捕，送台北刑務所絞刑。

## 生平
生於農家，畢業於朝鮮的公立學校，擔任役所的臨時雇員。結婚後，把妻子留在故鄉、1926年8月隻身移居大阪。半工半讀就讀於大阪商工學校及大阪市立商工專修學校。1927年11月來到台灣，偽裝成宮城縣仙台市的日本人，在一家日本人經營的茶屋工作，其具有韓民族主義思想，決定行刺來台閱兵的日本親王。
1928年5月14日，他趁以大日本帝國陸軍檢閱使身分來臺灣訪問的久邇宮邦彥王巡視臺中州時，在臺中州立圖書館（今合作金庫銀行臺中分行）前的行道樹下以短刀行刺，結果失敗；臺灣總督上山滿之進、總務長官後藤文夫、警務局長本山文平、台中州知事佐藤續等人，因此為該事件在同年6月至7月間相繼引咎辭職。史稱「台中不敬事件」。
而趙旋即被捕。台湾总督府高等法院上告部于同年7月18日按《大日本帝國刑法》第75条（對皇族危害罪）殺人未遂判处趙死刑，10月10日執行。得年二十三歲。
1963年3月1日，韓國政府對趙追贈建國勳章獨立章。1978年及1988年5月14日，台北市萬華區的韓國學校及韓國京畿道的首爾大公園分別樹立他的銅像以資紀念。